# Alexandre Hatier
Alexandre Hatier, né le 9 juillet 1856 à Ambonville, Haute-Marne, mort le 13 juillet 1928, libraire et éditeur, est le fondateur de la « Librairie de l'Éducation » nommée ensuite la librairie Hatier.

## Biographie
Alexandre Hatier débute comme apprenti chez un libraire parisien, Pigoreau. Il crée en 1880 sa propre affaire à Paris, à partir du fonds de la librairie Rigaud. Il la nomme « Librairie de l'Éducation », elle est située quai des Grands-Augustins. 
Comme éditeur, il publie d'abord des livres de prix, puis se lance dans l'édition des manuels scolaires où il connaît le succès grâce à la série des Brémant, manuels du nom de leur auteur, Albert Brémant. Son succès grandit encore avec des manuels des sciences naturelles et de physique jusque vers 1935 ; il en publie 100 000 exemplaires par an pour le cours moyen. 
Alexandre Hatier se consacre ensuite plus à l'édition pour l'enseignement secondaire, à partir de 1905, en publiant notamment l'Histoire de la littérature française et les « Classiques pour tous ». Les inondations de 1910 détruisent ses stocks. Il déménage alors sa librairie et maison d'édition, qui a pris son nom, « Hatier », rue d'Assas, et publie les premiers Bescherelle qui deviennent son meilleur succès d'éditeur.
Il meurt le 13 juillet 1928 à Périgueux, selon plusieurs sources, ou en 1927 selon une autre source. Après sa mort sa femme puis sa fille Madame Foulon prennent la suite à la tête des éditions Hatier.